# Hyalotheca mucosa
Hyalotheca mucosa là một loài Song tinh tảo trong họ Desmidiaceae, thuộc chi Hyalotheca.